# Star Twinkle Pretty Cure
Star☆Twinkle Pretty Cure  (スター☆トゥインクルプリキュア Sutā Touinkuru Purikyua?) es la decimosexta temporada del anime japonés Pretty Cure, creada por Izumi Todo y producida por Toei Animation. Se estrenó el 3 de febrero del 2019, sustituyendo a HUGtto! Pretty Cure y fue la última temporada del periodo Heisei. Esta fue la primera temporada en mostrar elementos de planetas y otras civilizaciones extraterrestres en vez de recurrir a elementos clásicos de fantasía. Fue también la primera temporada en presentar a chicas extraterrestres como Pretty Cures.

## Argumento
El Mundo del cielo estrellado (星空界 Hoshizora-kai?) es el lugar donde viven las doce Princesas Estelares, que se basan en los signos del zodíaco y mantienen el orden en el universo. Pero cuando los Notraiders atacan el Palacio Estrella, las doce princesas se dispersan por el universo, convertidas en Princess Star Color Pens. Buscando revivir a las princesas y evitar que el universo sea consumido por la oscuridad, los extraterrestres Lala Hagoromo y Prunce viajan con el hada bebé Fuwa al Pueblo Mihoshi (観星町 Mihoshi-chō?) en la Tierra, donde conocen a la imaginativa Hikaru Hoshina, la protagonista de la historia. Después de recibir un colgante Star Color y uno de los doce bolígrafos Star Color, Hikaru se transforma en la legendaria Pretty Cure, Cure Star. Acompañada por Lala, quien también se convierte en Pretty Cure, y por otras dos chicas humanas, Elena y Madoka, así como por la chica alienígena cambiante catgirl, Yuni, Hikaru lidera a todas como las Star Twinkle Pretty Cure mientras las cinco chicas buscan revivir a las Princesas Estelares y luchar contra los Notraiders.

## Personajes

### Pretty Cures
Hikaru Hoshina (星奈 ひかる Hoshina Hikaru?) / Cure Star (キュアスター Kyua Sutā?)
Seiyu: Eimi Naruse
La protagonista principal de la historia. Una estudiante de segundo año de secundaria de 13 años que ama las estrellas y las constelaciones. Es una chica alegre, llena de imaginación, pero también testaruda y que a menudo actúa según su intuición. Le gusta mirar las estrellas y escribir en su cuaderno, que gracias al poder de Fuwa se convierte en el "Libro Twinkle". Como Cure Star, su técnica principal es "Star Punch", que se puede actualizar a variaciones más fuertes utilizando un Princess Star Color Pen. Su tema son las estrellas y el color de su tema es el rosa. Ella se presenta como "¡La estrella titilante que brilla en todo el universo! ¡Cure Star!" (宇宙に輝くキラキラ星！キュアスター！ Sora ni Kagayaku Kirakira Boshi! Kyua Sutā!?). En el epílogo de la serie se convirtió en una astronauta, cumpliendo su promesa a Lala de reencontrarse.
Lala Hagoromo (羽衣 ララ Hagoromo Rara?) / Cure Milky (キュアミルキー Kyua Mirukī?)
Seiyu: Konomi Kohara
Una chica de 13 años que es la primera alienígena en convertirse en una Pretty Cure. Es una extraterrestre del planeta Samaan (サマーン Samān?) que vino con Prunce y Fuwa a la Tierra para encontrar a las Pretty Cure y termina convirtiéndose en una para su sorpresa. Si bien su presencia en la Tierra se considera ilegal según las leyes espaciales, se le permite permanecer en la Tierra bajo un alias. Es seria y responsable, pero a veces comete errores al adaptarse a la gente y las costumbres de la Tierra. Como Cure Milky, su técnica principal es "Milky Shock", que se puede actualizar a variaciones más fuertes utilizando un Princess Star Color Pen. Su tema es la Vía Láctea y el color de su tema es el verde, específicamente un verde de tono cerceta. Se presenta como "¡La vía láctea que se extiende a través de los cielos! ¡Cure Milky!" (天にあまねくミルキーウェイ！キュアミルキー！ Ten ni Amaneku Mirukī Wei! Kyua Mirukī!?). En el epílogo de la serie regresa al planeta Saman y se convierte en una inspectora espacial, ayudando a su planeta y se reencuentra con Hikaru.
Elena Amamiya (天宮 えれな Amamiya Erena?) / Cure Soleil (キュアソレイユ Kyua Soreiyu?)
Seiyu: Kiyono Yasuno
Es una popular estudiante de tercer año de secundaria de 14 años con una sonrisa radiante y destreza atlética, conocida como el "Sol de la ciudad de Mihoshi". Es una hāfu que es mexicana por parte de su padre y japonesa por su madre, y su familia es propietaria de Sonrisa Flower Shop, en la que trabaja a tiempo parcial mientras cuida a sus hermanos menores. Como Cure Soleil, su técnica principal es "Soleil Shoot", que se puede actualizar a variaciones más fuertes utilizando un Princess Star Color Pen. Su tema es el Sol y su color de tema es el amarillo. Se presenta diciendo "¡Ilumina do el cielo! ¡Con calor chispeante! ¡Cure Soleil!" (宇宙を照らす！灼熱のきらめき！キュアソレイユ！ Uchū wo Terasu! Shakunetsu no Kirameki! Kyua Soreiyu!?). En el epílogo, se convierte en intérprete de idiomas para la televisión y proporciona cobertura mediática del vuelo de Hikaru al espacio.
Madoka Kaguya (香久矢 まどか Kaguya Madoka?) / Cure Selene (キュアセレーネ Kyua Serēne?)
Seiyu: Mikako Komatsu
Es una estudiante de tercer año de secundaria de 14 años que es la presidente del consejo estudiantil de la escuela secundaria Mihoshi y es conocida como la "Luna de la ciudad de Mihoshi". Su padre trabaja para el gobierno de Japón como investigador espacial y su madre es pianista. Tiene múltiples talentos en tiro con arco, piano y arreglos florales, y se esfuerza por ser una dama. Aunque es amable, a veces puede ser directa y ser vista como algo grosera. Como Cure Selene, su técnica principal es "Selene Arrow", que se puede actualizar a variaciones más fuertes usando un Princess Star Color Pen. Su tema es la Luna y su color es el púrpura. Se presenta diciendo "¡Iluminando el cielo nocturno! ¡Con la secreta luz de la luna! ¡Cure Selene!" (夜空に輝く！神秘の月あかり！キュアセレーネ！ Yozora ni Kagayaku! Shinpi no Tsukiakari! Kyua Serēne!?). En el epílogo, asume el trabajo de investigadora espacial, mismo tipo de trabajo que su padre, trabajando en el mismo centro que Hikaru.
Yuni (ユニ Yuni?) / Bakenyan (バケニャーン Bakenyān?) / Cure Cosmo (キュアコスモ Kyua Kosumo?)
Seiyu: Sumire Uesaka, Yōji Ueda (Bakenyan)
Una chica gato-alien cambia formas y la segunda Pretty Cure alienígena de la serie. La gente de su planeta se convirtió en piedra como resultado de los crueles experimentos de Aiwarn de los Notraiders. Usa un perfume para cambiar de forma, pero independientemente de la forma, todavía tiene sus orejas y su cola. Está buscando una manera de restaurar a su gente asumiendo las identidades de la ladrona fantasma Blue Cat (ブルーキャット Burū Kyatto?) para recuperar los tesoros del Planeta Arcoiris, la idol pop intergaláctica Mao (マオ?) para recopilar información, y el mayordomo de Aiwarn Bakenyan (バケニャーン Bakenyān?) para infiltrarse en los Notraiders como uno de los suyos, actuando en un principio como una antihéroe y siendo la primera Precure "reformada" en esta categoría. Después de convertirse en Pretty Cure al tratar de proteger a las demás de Aiwarn, Yuni se une a Hikaru y las demás para buscar los Star Color Pens sin necesidad de robarlos. Como Cure Cosmo, empuña el perfume Rainbow, que utiliza en su técnica "Cosmo Shining" y su variación "Rainbow Splash" utilizando los Princess Star Color Pens. Su temática es el Cosmos y su color de temática es el azul, aunque en la mercancía oficial su color es clasificado como "arcoíris". Se presenta diciendo "¡El espectro de arcoíris que ilumina la galaxia! ¡Cure Cosmo!" (銀河に光る虹色のスペクトル！キュアコスモ！ Ginga ni hikaru nijiiro no supekutoru! Kyua Kosumo!?). En el epílogo, Yuni regresa al Planeta Arcoíris que se restaura del daño recibido por los Notraiders y se la ve con la reina Olyfio mientras ven a Hikaru llegar al espacio, dando a entender que Yuni irá a reunirse con Hikaru y Lala.

### Mascotas y Aliados
Fuwa (フワ Fuwa?)
Seiyu: Hina Kino
Una bebé hada en forma de un gato con el poder de crear portales a través del espacio, que las Princesas Estelares crearon como su "última esperanza", tanto como un medio para revivirlas como para detener a Ophicus. Normalmente reside en el Libro Twinkle. Después de reunir las 12 Star Princess Pens, Fuwa evoluciona a un hada parecida a un unicornio, y a las Pretty Cure se le dice que la ayuden a alcanzar su máximo potencial adquiriendo su Twinkle Imagination como parte del plan de las Princesas Estelares para destruir a Ophiuchus. A pesar de saber que absorber la Twinkle Imagination de las Cures finalmente la destruiría, Fuwa se sacrifica para eliminar a Ophiuchus, pero falla. Más tarde revive después de que los Cures derrotan a Ophicus, pero pierde sus recuerdos y poderes. En el epílogo, recupera sus poderes y recuerdos y se reúne con las Pretty Cures.
Prunce (プルンス Purunsu?)
Seiyu: Hiroyuki Yoshino
Un alien en forma de Ovni y pulpo, quien sirve a las Princesas Estelares y vino a la Tierra con Lala para buscar a las Pretty Cure. Él es capaz de cambiar de forma. En el epílogo se vuelve el guardián legal de una Fuwa renacida y cuida de ella hasta que esta recupera sus memorias.
AI (えーあい Ē Ai?)
Seiyu: Miki Itō
El sistema de Inteligencia Artificial de la Nave de Lala que ayuda a las Cures en sus viajes por el espacio como guía espacial. Tras el epilógo de la serie, continúa siendo la compañera y medio de transporte de Lala.

### Princesas Estelares
Las Princesas Estelares (スタープリンセス Sutā Purinsesu?) son 12 princesas que representan cada uno de los 12 signos del Zodíaco y protegen el equilibrio del universo. Ophiuchus fue originalmente la decimotercera princesa, pero traicionó a sus hermanas después de no estar de acuerdo con su plan de otorgar la mitad de su poder colectivo a toda la vida en el universo en forma de imaginación, creando a los Notraiders. Cuando los Notraiders atacaron, las Princesas Estelares usaron lo último de su poder para crear a Fuwa, y luego se esparcieron por todo el universo como las Princess Star Color Pens, que buscan las Pretty Cure y los Notraiders.
Taurus (おうし座 Oushi-za?)
Seiyu: Ayako Kawasumi
La Princesa Estelar basada en Tauro, cuyo bolígrafo rosa Princess Star Color se encontró en la Tierra.
Leo (しし座 Shishi-za?)
Seiyu: Madoka Yonezawa
La Princesa Estelar basada en Leo cuyo bolígrafo cian Princess Star Color se encontró en la Tierra.
Libra (てんびん座 Tenbin-za?)
Seiyu: Mako Sakurai
La Princesa Estelar basada en Libra, cuyo bolígrafo amarillo Princess Star Color se encontró en el Planet Kennel.
Capricornus (やぎ座 Yagi-za?)
Seiyu: Marika Hayashi
La Princesa Estrella basada en Capricornio , cuyo bolígrafo magenta Princess Star Color estaba en posesión de los Notraiders antes de que las Pretty Cure la recuperaran.
Scorpius (さそり座 Sasori-za?)
Seiyu: Aya Endō
La Princesa Estelar basada en Escorpio, cuyo bolígrafo naranja Princess Star Color estaba en posesión de los Notraiders antes de que las Pretty Cure lo recuperaran.
Sagittarius (いて座 Ite-za?)
Seiyu: Miki Itō
La Princesa Estelar basada en Sagitario, cuyo bolígrafo color lila Star Princess se encontró en el Planeta Zeni.
Virgo (おとめ座 Otome-za?)
Seiyu: Yui Kondō
La Princesa Estelar basada en Virgo, cuyo bolígrafo blanco Princess Star Color se encontró en el Planeta Zeni.
Geminis (ふたご座 Futago-za?)
Seiyu: Natsu Yorita (ambas)
Las Princesas Estelares que son hermanas gemelas basadas en Géminis, cuyo bolígrafo color verde azulado Princesa Estrella se encontró en el Planeta Arcoíris.
Aries (おひつじ座 Ohitsuji-za?)
Seiyu: Sachiko Kojima
La Princesa Estelar basada en Aries, cuyo bolígrafo rojo Princess Star Color se encontró en el planeta Kumarin.
Acuario (みずがめ座 Mizugame-za?)
Seiyu: Hyang-Ri Kim
La Princesa Estelar basada en Acuario, cuyo bolígrafo azul Princess Star Color se encontró en el planeta Aisuno.
Cáncer (かに座 Kani-za?)
Seiyu: Rie Murakawa
La Princesa Estelar basada en Cáncer, cuyo bolígrafo verde Princess Star Color se encontró en el Planeta Saman.
Piscis (うお座 Uo-za?)
Seiyu: Yō Taichi
La Princesa Estelar basada en Piscis, cuyo bolígrafo Princess Star Color rosa claro fue encontrado en algún lugar flotando en el espacio.

### Notraiders
Los Notraiders (ノットレイダー Nottoreidā?) son los principales antagonistas de la serie. Se originan de las partes más oscuras y olvidadas del universo y son un ejército intergaláctico de asaltantes espaciales que buscan el dominio universal obteniendo el poder de los Princess Star Color Pens para purgar el universo de luz bajo el comando de su líder Darknest quien es en realidad la princesa estelar Ophiuchus. Más tarde, buscan capturar a Fuwa y usarla como vasija en el ritual de Ophiuchus. Sus miembros en su mayoría se basan en yokai de la mitología japonesa. Su nombre se deriva de la palabra "Notto", que significa apoderarse de (乗っ取る).
Ophiuchus (へびつかい座 Hebitsukai-Za?) / Darknest (ダークネスト Dākunesuto?)
Seiyu: Mie Sonozaki
La líder de los Notraiders y la principal antagonista de la serie, Ophiuchus es la 13.ª Princesa Estelar exiliada, basada en la constelación de Ofiuco. Ella se desilusionó con el universo que ella y sus hermanas princesas crearon cuando sus hermanas votaron en contra de ella para otorgar la mitad de su poder colectivo a toda la vida del universo en forma de imaginación. Esto la influyó para volverse contra ellas y la exiliaron, pero finalmente recuperó su fuerza y asumió la identidad de Darknest, una figura con armadura de serpiente, inspirada en un Uwabami, envuelta alrededor de su cuerpo. Finalmente se deshace de su disfraz y de sus secuaces, capturando a Fuwa y a las Princesas Estelares para llevar a cabo un ritual para deshacer el universo y quitarle su luz. Después de sobrevivir a la táctica de las Princesas Estelares de destruirla a través de Fuwa esta parece ganar. Al final Ophiuchus finalmente es derrotada por las Pretty Cures y acepta su derrota, pero promete regresar para vengarse si las cosas se tuercen nuevamente.
Garuouga (ガルオウガ Garuouga?)
Seiyu: Satoshi Tsuruoka
El segundo al mando de los Notraiders, es un extraterrestre parecido a oni que se convirtió en seguidor de Darknest después de que su planeta fue destruido y ella le prometió poder. Posee una inmensa fuerza física y tiene un brazalete que puede aumentar los poderes de los demás comandantes. Durante su batalla final, lucha contra las Cures hasta que descubre la identidad de Darknest como Ophiuchus, siendo ella quien destruyó su planeta natal. Garouoga intenta matar a la princesa Ophiuchus junto a Tenjou y Kappard antes de que ella los bajo su control torciendo su imaginación. Las Curas los purifican antes de que Aiwarn, quien no estaba bajo su control, los lleve a un lugar seguro. En el epílogo, se muestra que él y los otros Notraiders convirtieron su antigua sede en un jardín botánico.
Aiwarn (アイワーン Aiwān?)
Seiyu: Rie Murakawa
Una pequeña comandante malcriada parecida a un Hitotsume-kozō que está armada con una pistola láser y ve a los demás como sujetos en sus crueles experimentos. Ella fue responsable de petrificar a los habitantes del Planeta Rainbow y ha desarrollado una forma de corromper los Princess Star Color Pens en Dark Pens (ダークペン Dāku Pen?). Aiwarn usa Dark Pens para crear Notriggers a partir de la imaginación de sus objetivos, y su fuerza aumenta después de que Darknest mejora el poder de Aiwarn. Tras la revelación de que Bakenyan es uno de los disfraces de Yuni, Aiwarn busca vengarse de ella por haber sido expulsada de los Notraiders al haber permitido una espía entre sus filas, mientras modifica la nave espacial de Yuni en un robot transformador personal llamado Aiwarn Robo Unidad 16. Ella hace numerosos atentados contra la vida de Yuni hasta que es detenida de petrificar a los residentes del planeta Uranei, y Yuni se disculpó con Aiwarn una vez que se dio cuenta de que no tenía otro hogar más que con los Notraiders. Aiwarn se va después de rechazar la oferta de Yuni de vivir en la Tierra con ella y las otras Cures una vez que Yuni se convierte en Cure Cosmo. Durante la batalla final, ella aparece sorpresivamente, ayudando a los Cures contra sus antiguos aliados y salvandolos durante el enfrentamiento final contra la princesa Ophiuchus, la verdadera identidad de Darknest, y en el epílogo se muestra que ayudó a restaurar el Planeta Rainbow y se hizo amiga de su gente y de Yuni.
Tenjou (テンジョウ Tenjō?)
Seiyu: Aya Endō
Una comandante juguetona parecida a un tengu, armada con un abanico que se originó en el Planeta Guten. Se unió a los Notraiders después de convertirse en una marginada debido a su nariz pequeña, ya que la gente de Guten valora las narices más largas. Tenjou diseña estrategias para sus ataques contra las Pretty Cures, aunque está más interesada en el poder de las Princesas Estelares que en capturar a Fuwa. A menudo usa Notrei como piezas de Ajedrez humano para luchar contra las Cures, y después de recibir una mejora de Darknest, obtiene la capacidad de sellar a una persona dentro de un Nottorei torciendo su imaginación. Como se muestra en los episodios 39, 42 y 43, ella tiene una rivalidad con Elena porque tienen un pasado similar de exclusión. Cuando ataca a su tierra natal, Elena comprende sus sentimientos e intenta reconciliarse con ella, pero ella se niega. Durante su batalla final, pelea contra las Cures hasta que descubre la identidad de Darknest como la princesa Ophiuchus y sus verdaderas intenciones. Tenjou intenta matarla con el resto de los Notraiders, pero ella los pone bajo su control torciendo su imaginación. Las Cures pueden purificarlos antes de que Aiwarn, la única no controlada, los lleve a un lugar seguro. En el epílogo, se muestra que ella y los otros Notraiders convirtieron su antigua sede en un jardín botánico.
Kappard (カッパード Kappādo?)
Seiyu: Yoshimasa Hosoya
Un comandante parecido a un Kappa que empuña una espada doble parecida a un sable de luz. Proviene de un planeta que fue destruido como resultado de que otras razas explotaran a su gente ingenua, lo que provocó un conflicto. Esto hizo que Kappard creyera que las personas de otros mundos son incapaces de coexistir entre sí, y su deseo de venganza lo llevó a unirse a los Notraiders. Aunque inicialmente busca capturar a Fuwa por cualquier medio, también es un guerrero que considera a las Pretty Cures como oponentes dignas. Después de recibir el poder de Darknest, su espada puede tomar la forma de otras armas al absorber la imaginación de otras personas. Cuando se le da una última oportunidad, se enfrenta a Hikaru usando su propia imaginación para potenciar aún más su arma, pero las Cures logran derrotarlo, solo para que Darknest lo lleve de regreso a su palacio. Durante su batalla final, pelea contra las Cures hasta que descubre la identidad de Darknest como la princesa Ophiuchus y sus verdaderas intenciones. Kappard intenta matarla con el resto de los Notraiders, pero ella los pone bajo su control torciendo su imaginación. Las Cures pueden purificarlos antes de que Aiwarn, la única que no fue controlada, los lleve a un lugar seguro. En el epílogo, se muestra que él y los otros Notraiders convirtieron su antigua sede en un jardín botánico.
Notrei (ノットレイ Nottorei?)
Seiyu: Yoshimitsu Shimoyama, Kenta Tanaka, Kosuke Echigoya, Yu Miyazaki, Yui Kondo, Sachiko Kojima & Kim Hyang-ri
Los soldados de infantería de los Notraiders, que están armados con desintegradores láser. Más tarde, Tenjou recibe poder de Darknest y adquiere la capacidad de usar la imaginación de las personas para convertirlas en una versión gigante de sí mismos.
Notrigger (ノットリガー Nottorigā?)
Seiyu: Yoshimitsu Shimoyama
Los monstruos de Aiwarn, que ella crea usando las Dark Pen. La forma de cada Notrigger se basa en un objeto o deseo fuerte de la imaginación de una persona objetivo.

### Familias de las Pretty Cures
Youichi Hoshina (星奈 陽一 Hoshina Yōichi?)
Seiyu: Akio Otsuka
El padre de Hikaru, que trabaja en el extranjero estudiando aliens y a criptidos.
Terumi Hoshina (星奈 輝美 Hoshina Terumi?)
Seiyu: Sachiko Kojima
La madre de Hikaru, que es una mangaka.
Harukichi Hoshina (星奈 春吉 Hoshina Harukichi?)
Seiyu: Mitsuru Ogata
El abuelo de Hikaru, que impone reglas estrictas en la casa.
Youko Hoshina (星奈 陽子 Hoshina Yōko?)
Seiyu: Yōko Asagami
La abuela de Hikaru.
Yeti (イエティ Ieti?)
Seiyu: Yōhei Tadano
El perro mascota de Hikaru.
Toto (トト Toto?)
Seiyu: Toshihiko Seki
El padre de Lala, quien es un investigador especializado en IA.
Kaka (カカ Kaka?)
Seiyu: Fumi Hirano
La madre de Lala, quien es una doctora de ingeniera de cohetes.
Lolo (ロロ Roro?)
Seiyu: Sōma Saitō
El hermano gemelo mayor de Lala.
Kaede Amamiya (天宮 かえで Amamiya Kaede?)
Seiyu: Ayahi Takagaki
La madre de Elena, una intérprete de idiomas extranjeros.
Carlos Amamiya (天宮 カルロス Amamiya Karurosu?)
Seiyu: Kentaro Tone
El padre de Elena, de nacionalidad mexicana y dueño de la tienda "Sonrisa".
Touma Amamiya (天宮 とうま Amamiya Tōma?), Reina Amamiya (天宮 れいな Amamiya Reina?), Takuto Amamiya (天宮 たくと Amamiya Takuto?), Ikuto Amamiya (天宮 いくと Amamiya Ikuto?) & Anna Amamiya (天宮 あんな Amamiya Anna?)
Seiyus:Yui Kondo (Toma), Mai Nishikawa (Reina), Natsu Yorita (Ikuto & Takuto), Anzu Haruno (Anna)
Los 3 hermanos y 2 hermanas menores de Elena, son: Touma de 9 años; Reina de 7 años; los mellizos Ikuto & Takuto de 5 años y Anna de 3 años.
Fuyuki Kaguya (香久矢 冬貴 Kaguya Fuyuki?)
Seiyu: Ken Narita
El severo padre de Madoka, que trabaja para el gobierno y percibe a los extraterrestres como una amenaza, mientras prohíbe a su familia guardar secretos. Luego de descubrir que su hija es una Pretty Cure y que tiene 2 amigas Pretty aliens comienza a cambiar su actitud.
Mitsuka Kaguya (香久矢 満佳 Kaguya Mitsuka?)
Seiyu: Hekiru Shiina
La madre de Madoka, quien es una pianista famosa.
Olyfio (オリーフィオ Orīfio?)
Seiyu: Kōki Miyata
La Reina del Planeta Arcoíris, quien fue convertida en piedra con el resto de su gente por Aiwarn, pero que posteriormente son revividos por las Pretty Cure. A pesar de no estar emparentada con Yuni, las dos tienen una relación de madre-hija.

### Escuela Secundaria Mihoshi
Tatsunori Karube (軽部タツノリ Karube Tatsunori?)
Seiyu: Junya Enoki
Compañera de clase de Hikaru y Lala.
Yumika Nasu (那須ゆみか Nasu Yumika?)
Seiyu: Makoto Koichi
Compañera y amiga de Madoka.
Sakurako Himenojo (姫ノ城桜子 Himenojō Sakurako?)
Seiyu: Yō Taichi
Compañera de clase de Madoka.

### Otros Personajes
P. P. Abraham (P.P.アブラハム Pi Pi Aburahamu?)
Seiyu: Yutaka Aoyama
Un pequeño extraterrestre verde del Planeta Minitur, que asumió la forma de director de cine para poner a prueba la determinación de Pretty Cure para que Lala se quedara en la Tierra.
Drams (ドラムス Doramusu?)
Seiyu: Subaru Kimura
Un alien-dragón del planeta Zeni.
Yanyan (ヤンヤン?)
Seiyu: Asuka Nishi
Una alien-cangrejo ermitaño del planeta Pururun que hace autostop por el espacio y que tiene un cubo amarillo en la espalda.

### Personajes Exclusivos de la Película
UMA (ユーマ Yūma?)
Seiyu: Desconocido
Una extraterrestre estrella bebé con forma de conejo que aparece en Star Twinkle Pretty Cure la Película: Estos sentimientos dentro de la canción de las Estrellas y quien es se convierte en "la hija adoptiva" de Hikaru y Lala. Ella canta en lugar de hablar y posteriormente se revela que es una "Star Drop", un fragmento de estrella destinado a convertirse en un planeta. Cuando Burn intenta capturarla, aunado al rechazo de Lala en dejarla ir, causa que UMA se vuelva loca y se convierte en un planeta enorme de oscuridad. La canción de Hikaru y Lala, que le cantaban para calmarla, puede alcanzarla, y ella adopta una forma humanoide que se parece a sus dos madres antes de regresar a su hogar en el espacio, prometiendo regresar un día a visitar a sus madres y a las demás Pretty Cure.
Mary Anne (メリー・アン Merī An?)
Seiyu: Rina Chinen
Una extraterrestre con forma de perro que es una detective de la policía de Starry Sky que es enviada a arrestar a Yuni durante los acontecimientos de la película. A veces puede ser un poco exagerada, pero eventualmente accede a dejar a Yuni y ayudar a las Pretty Cure a proteger a UMA. También aparece en el episodio 36 como cameo.
Gyro III, Hydro, Burn, Dive & Chop (ジャイロIII, ハイドロ, バーン, ダイブ, チョップ Jairo III, Haidoro, Bān, Daibu, Choppu?)
Seiyus: Takayuki Hamatsu (Gyro III), Yui Ishikawa (Hydro), Shunsuke Sakuya (Burn), Jin Katagiri (Dive) y Ryūsuke Komakine (Chop)
Una banda de cinco cazadores alienígenas que tienen como objetivo capturar a UMA, y quienes son los principales antagonistas de Star Twinkle Pretty Cure la Película: Estos sentimientos dentro de la canción de las Estrellas.. Invaden la Tierra para capturar a UMA y cobrar una recompensa, y las Cures se enfrentan a ellos para proteger a UMA. Cuando Burn intenta capturar a UMA, esto hace que se vuelva loca y se convierta en un planeta oscuro. Después de la partida de UMA tras ser purificada, Mary Anne los encarcela.

### Personajes Exclusivos de Pretty Cure Miracle Universe
Piton (ピトン Piton?)
Seiyu: Etsuko Kozakura
Un extraterrestre con forma de polluelo que aparece en Precure Miracle Universe. Es del Planeta Miracle y desarrolla Miracle Lights. Yango lo incriminó en el mal funcionamiento de la fábrica y busca la ayuda de las Pretty Cures para que lo ayuden a limpiar su nombre. Después de la derrota de Yango, es designado como creador de los Miracle Lights.
Yango (ヤンゴ Yango?)
Seiyu: Yuki Kaji
Un extraterrestre manipulador y engañoso con forma de cuervo del Planeta Miracle, quien es el principal antagonista de Precure Miracle Universe. Trabajando para el presidente en Planet Miracle para terminar con la amenaza que rodea al universo, fue enviado a traer a Piton y a las Pretty Cures porque cree que son responsables de la desaparición de las Miracle Lights. Más tarde se revela que causó el mal funcionamiento de la fábrica e incriminó a Piton por ello. Las Cures ayudan a Piton a exponer su corrupción y reúnen sus sentimientos para purificarlo, expulsando la oscuridad dentro de él.
Presidente (大統領 Daitōryō?)
Seiyu: Yuji Tanaka
Un extraterrestre con forma de búho y líder del Planet Miracle.